# Roside González
Pour les articles homonymes, voir González.
Roside González est une femme politique vénézuélienne. Elle a été ministre vénézuélienne des Peuples indigènes entre août 2021 et février 2022.

## Biographie
Le 20 août 2021, elle est nommée ministre vénézuélienne des Peuples indigènes en remplacement de Yamilet Mirabal de Chirino partie se présenter pour le parti socialiste unifié du Venezuela du président Nicolás Maduro pour la mairie de la municipalité d'Atures dans l'État d'Amazonas aux élections de novembre 2021. Le 9 février 2022, elle est remplacée au ministère par Clara Vidal.